# 驚魂記2
《驚魂記2》（英語：Psycho II）是1983年上映的美國心理恐怖砍杀电影，由理查·富蘭克林執導，湯姆·霍蘭編劇，安東尼·柏金斯、維拉·美露絲、羅伯特·勞吉亞和梅格·蒂莉主演，是亞弗列·希治閣1960年電影《驚魂記》的第一部续集，也是《驚魂記》系列的第二部電影。影片設定在第一部電影22年後，讲述诺曼·贝茨從精神病院出院後，回到貝茨汽車旅館住所繼續正常的生活。然而，有人開始謀殺他周圍的人，他痛苦的過去繼續困擾著他。這部電影與羅伯特·布洛克於1982年創作的小說《驚魂記2》無關，后者是他1959年創作的小說《驚魂記》的續集。
在準備這部電影時，环球影业聘請霍蘭編寫完全不同的劇本，同時聘請希治閣的學生澳大利亚導演富蘭克林執導。這部電影是富蘭克林在美國的故事片處女作。
《驚魂記2》於1983年6月3日上映，票房收入為3470萬美元，預算為500萬美元。影片收到了影評人褒貶不一的評價。续集《驚魂記3》於1986年上映。

## 剧情
在諾曼·貝茨瘋狂殺人22年後，虽然玛丽昂·克兰的妹妹莉拉提出抗議，他还是被認為精神健全並從精神病院獲釋了。諾曼不顧比爾·雷蒙德医生的建議，搬到他在貝茨汽車旅館後面的老家，並開始在附近的一家餐館工作。餐館的一位年輕女服務員瑪麗被男友趕出家，諾曼便讓她留在他家。後來他發現汽車旅館的新經理沃伦·图米販毒，于是解雇了他。
諾曼融入社會的過程似乎進展順利，直到他開始無論走到哪裡都收到來自“母親”的神秘電話和便條。醉酒的图米後來與諾曼發生爭執，諾曼懷疑就是他留下了那些便條。不久之後，一個身穿黑色連衣裙的人殺死了圖米。
一天晚上，諾曼聽到房子裡的聲音後，走進他母親的臥室，还和22年前一模一樣。一個聲音把他引到閣樓，他上去后就被鎖在里面。附近的一对男女也遇到了一個女人的身影，男孩被杀害，女孩侥幸逃脫。在閣樓上，瑪麗找到了諾曼，諾曼给她看了他母親的臥室，卻發現变成了廢棄的样子。治安官後來詢問他們關於男孩被謀殺的事情。瑪麗聲稱他們當時一起出去散步。諾曼擔心他自己可能殺了這個男孩，因為瑪麗告訴他，當她找到他時，閣樓沒有上鎖。
那天晚上，瑪麗會見了她的母親莉拉。事實上，兩人一直在打電話和留便条，甚至打扮成諾曼的母親出现在窗前。瑪麗整理了他母親的臥室，再將諾曼鎖在閣樓上，這樣她就可以再把房间弄乱。所有這一切都是為了讓他再次發瘋並讓他再次犯罪。然而，瑪麗與諾曼日益增長的友誼使她相信諾曼不再有能力殺人。她懷疑房子裡還有其他人，並指出諾曼在男孩死時被鎖在閣樓裡。
雷蒙德博士發現瑪麗是莉拉的女兒，並懷疑這兩個女人一定是騷擾諾曼的人。諾曼不買賬，說这一切背後的人一定是他的“親生母親”，儘管沒有他是被收養的記錄。諾曼質問瑪麗，瑪麗說她已不再參與莉拉的詭計。然而，莉拉却不會罢休。
當莉拉從地窖裡取回她用来假装“母親”的服裝時，一個陰暗的人影殺死了她。與此同時，警方找到了图米的屍體。瑪麗跑到房子裡劝说諾曼逃跑。他接了電話，開始和“母親”說話。瑪麗也在聽电话，但其实沒有人與他通話。當諾曼不愿执行“母親”让她殺死瑪麗的命令時，瑪麗跑進地窖並扮成母親，想讓諾曼“掛斷電話”。此时雷蒙德醫生從玛丽身后抓住她，以為抓了她把諾曼逼瘋的现行，但瑪麗在驚恐中却不小心把刀刺進了他的心臟。
看到“母親”站在雷蒙德醫生血淋淋的屍體旁，諾曼的理智終於崩潰了，他向瑪麗走去，嘴上振振有词。回到地窖，她偶然發現了埋在煤堆裡的莉拉的屍體。瑪麗觉得諾曼負有責任，舉起刀想殺了他，但被赶来的警察開槍打死。鑑於瑪麗和莉拉之間無意中被人聽到的爭吵、瑪麗企圖殺死諾曼以及她裝扮成諾曼母親的事实，警方錯誤地認定所有謀殺罪都是瑪麗犯下的。
後來，餐廳的另一位女服務員埃玛·斯普尔拜訪了諾曼，並告訴他她就是他的親生母親。貝茨夫人是她的姐姐，在埃玛被收容時收養了諾曼。埃玛透露她才是真正的兇手，她殺了所有試圖傷害她兒子的人。作為回應，諾曼殺死了她並將屍體抬到母親的房間。他開始用她的聲音自言自語，“母親”人格再次控制了他的思想。

## 演员

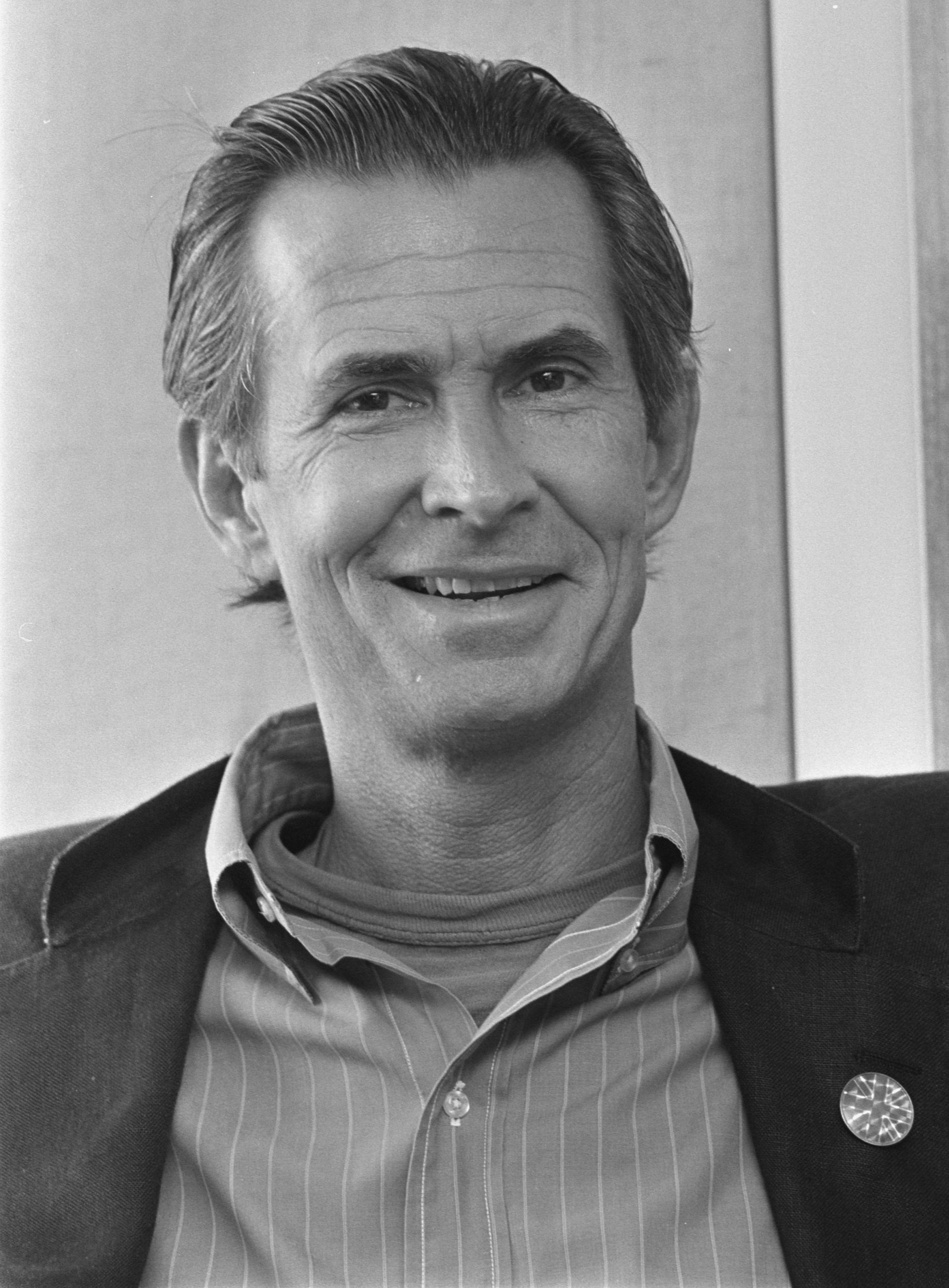
安東尼·柏金斯，1983年

- 安東尼·柏金斯 饰 诺曼·贝茨（英语：Norman Bates）
- 維拉·美露絲（英语：Vera Miles） 饰 莉拉·卢米斯（英语：Lila Crane）
- 羅伯特·勞吉亞 饰 比尔·雷蒙德医生
- 梅格·蒂莉 饰 玛丽·卢米斯
- 丹尼斯·法蘭茲（英语：Dennis Franz） 饰 沃伦·图米
- 休·季林（英语：Hugh Gillin） 饰 治安官约翰·亨特
- 羅伯特·艾倫·布朗（英语：Robert Alan Browne） 饰 拉尔夫·斯塔特勒
- 克勞蒂亞·布萊亞（英语：Claudia Bryar） 饰 埃玛·斯普尔（英语：Emma Spool）
- 本·哈蒂根 饰 法官
- 李·嘉靈頓（英语：Lee Garlington） 饰 默纳
- 吉尔·卡罗尔 饰 金
- 蒂姆·梅尔 饰 乔希
- 奧茲·柏金斯 饰 年幼的诺曼·贝茨

## 另見
- 驚魂記，亞弗列·希治閣执导
- 1999驚魂記（英语：Psycho (1998 film)），葛斯·范桑执导的翻拍版
- 驚魂記3，1986年电影，第二部的續集
- 驚魂記4，1990年电视电影，第一部的前传
- 貝茲旅館 (電影)，1987年电视电影
- 精神遗产（英语：The Psycho Legacy），關於《惊魂记》系列的2010年紀錄片
- 貝茲旅館，2013年電視連續劇，故事的现代重启版